# Drgania cząsteczkowe
Drgania cząsteczkowe (wibracje, oscylacje) – oscylacyjne ruchy atomów tworzących cząsteczkę chemiczną. Typowa częstotliwość tych drgań zawiera się pomiędzy 1013 Hz a 1014 Hz, co odpowiada wartościom liczby falowej ({\displaystyle {\tilde {v}}}) z przedziału od ok. 300 cm-1 do ok. 3000 cm−1 i okresowi drgań rzędu pikosekund (10-12 s). Wielkość wychyleń drgającego atomu z jego położenia równowagi może być bardzo różna, w zaległości od rodzaju wiązania chemicznego i stanu energetycznego cząsteczki (np. jeśli cząsteczka jest bliska dysocjacji wiązania to wychylenia będą względnie duże). Typowo dla niskich stanów wibracyjnych wychylenia są rzędu ok. 10% długości wiązania – np. dla cząsteczki wodoru (H2) jest to ok. 0.1 Å.
Każdy atom należący do cząsteczki może poruszać się wzdłuż trzech osi (x, y, z), co oznacza, że jeśli cząsteczka jest zbudowana z N atomów to posiada ona 3N stopni swobody wibracyjnej. Biorąc pod uwagę, że cząsteczki jako takie mogą się obracać (3 stopnie swobody rotacyjnej) i przesuwać (3 stopnie swobody translacyjnej) całkowita liczba stopni swobody wibracyjnej (drgań) wynosi 3N - 6 dla cząsteczek nieliniowych. W przypadku cząsteczek liniowych (np. CO2) jeden stopień swobody rotacyjnej pokrywa się ze stopniem swobody translacyjnej co daje 3N- 5 stopni swobody oscylacyjnej.

## Drgania harmoniczne i anharmoniczne
Najprostszy model drgań cząsteczkowych, w którym dwa atomy wykonują ruchy rozciągające wiązanie chemiczne to oscylator harmoniczny. Obraz ten odbiega jednak znacznie od rzeczywistości. Zakłada on paraboliczny kształt krzywej energii potencjalnej w funkcji odległości między atomami, z minimum w położeniu równowagi, w którym odległość międzyatomowa równa się długości wiązania. W rzeczywistości krzywa ta jest asymetryczna – odpychanie elektrostatyczne szybko hamuje zbliżanie się drgających jąder atomowych podczas gdy odpowiednio wysoko wzbudzona wibracyjnie cząsteczka ulega dysocjacji (zerwaniu wiązania), co nie byłoby możliwe w modelu harmonicznym (energia wiązania równa się nieskończoności). Taka asymetryczna krzywa energii potencjalnej opisana jest modelem oscylatora anharmonicznego.

## Opis klasyczny vs. kwantowo-mechaniczny
W formalizmie klasycznym energia potencjalna E układu drgającego jest parabolą opisaną zależnością:
{\displaystyle E=\left({\frac {1}{2}}\right)kq^{2}}
gdzie k jest. stałą siłową a q jest współrzędną drgania (miara rozciągnięcia wiązania).
Kwantowo-mechaniczny formalizm oscylatora harmonicznego wymaga, iż tylko niektóre dyskretne (skwantowane) stany energii drgań są dozwolone. Energia kwantowego oscylatora harmonicznego Eosc opisana jest równaniem:
{\displaystyle E_{osc}=(v+{\frac {1}{2}})h\nu _{0}}
gdzie v jest kwantową liczbą oscylacyjną (v = 0, 1, 2, 3...), h to stała Planck'a a ν0 jest klasyczną częstotliwością oscylacji:
{\displaystyle \nu _{0}={\frac {1}{2}}\pi {\sqrt {\frac {k}{\mu }}}}
gdzie μ to masa zredukowana cząsteczki.
Inną wartą uwagi konsekwencją kwantowania energii jest niezerowa wartość minimalnej energii drgań cząsteczkowych. Dla kwantowej liczby oscylacji v = 0 energia Eosc wynosi 1/2hν0, co oznacza, że drgania odbywają się nawet w temperaturze zera absolutnego (0 K). Jest to konsekwencją zasady nieoznaczoności Heisenberga.

## Współrzędne drgań
Aby móc opisać ruch drgający atomów w cząsteczce potrzebne są odpowiednie współrzędne. Najprostszym rozwiązaniem jest opisanie położenia wszystkich atomów w cząsteczce za pomocą ich współrzędnych kartezjańskich. Jednak współrzędne kartezjańskie są niepraktyczne z punktu widzenia wygody obliczeń i ilustracji drgań złożonych. Inną metodą opisu jest użycie współrzędnych wewnętrznych, tj.: długości wiązań, kątów pomiędzy wiązaniami posiadającymi wspólny atom (kąty walencyjne) oraz kątów torsyjnych (kąt dwuścienny pomiędzy płaszczyznami wyznaczonymi przez trzy wiązania połączone wspólnymi atomami). Jednak najbardziej popularne i praktyczne jest użycie współrzędnych normalnych. W formalizmie tym każdemu stopniowi swobody wibracyjnej odpowiada jedno ortogonalne drganie całej cząsteczki o charakterystycznej częstotliwości.

## Spektroskopia wibracyjna
Dwie metody spektroskopowe najczęściej wykorzystywane do badania drgań cząsteczkowych to spektroskopia w podczerwieni (IR) oraz spektroskopia rozproszenia Ramana. Te dwie techniki opierają się na różnych zasadach fizycznych. Spektroskopia w podczerwieni mierzy absorpcję promieniowania elektromagnetycznego w zakresie podczerwonym podczas gdy spektroskopia Ramana analizuje energię fotonów nieelastycznie rozproszonych na badanych cząsteczkach. W związku z tym reguły wyboru tych dwóch metod są różne. Reguły te są zdeterminowane symetrią cząsteczkową.